# Hello Kitty Online
Hello Kitty Online fue un juego free-to-play de rol masivo multijugador activo desde el 2008 hasta el 2017, desarrollado por Sanrio Digital y Typhoon Games. El juego está vinculado al sitio web de SanRiotown, donde se requiere que los jugadores registren una cuenta gratuita.

## Premisa
El juego cuenta la historia de un héroe (el jugador) ayudando a Hello Kitty y sus amigos a despertar del sueño eterno y derrotar a un “poder misterioso y malévolo ".

## Historia
SanrioDigital albergó tres fases de pruebas: Beta cerrada, Beta de los fundadores, y Prueba de estrés público.
La aplicación Beta cerrada fue anunciada el 13 de febrero de 2008, hasta el 21 de febrero de 2008. Se presentaron más de 50.000 solicitudes. Debido al número limitado de cuentas de prueba disponibles, se instruyó a los solicitantes que crearan un video que explicara por qué el solicitante debería ser elegido para participar en la prueba Beta cerrada. Este proceso de presentación se llevó a cabo hasta el 10 de marzo de 2008 siendo las solicitudes seleccionadas anunciadas el 18 de marzo de 2008.  La fase Beta cerrada comenzó el 23 de abril de 2008 , y duró hasta el 1 de junio de 2008. Durante este período de Beta cerrada, Sanrio Digital se unió a la comunidad de juegos MMOSite para dar más cuentas a los probadores de Betas.
El 12 de septiembre de 2008, se publicó una noticia en el Blog oficial anunciando una etapa Beta llamada “Beta de los fundadores” programada para funcionar desde el 8 de octubre de 2008 hasta el 8 de noviembre de 2008. Los jugadores que sean seleccionados para la Beta del fundador recibirán recompensas especiales, y serán capaces de mantener personajes y posesiones al final de la Beta del fundador.  El anuncio afirmaba que habría mejoras en el cliente y los sistemas de juego.. También se publicó un comunicado de prensa en el blog Digital de Sanrio. Solicitudes para participar en el Beta de los fundadores fueron aceptadas por correo electrónico, a través del cual se emitieron 20.000 cuentas.
Una Prueba de estrés público fue anunciada el 2 de febrero de 2009, y se llevó a cabo desde el 14 hasta el 17 de febrero. Todos los miembros de SanrioTown, excepto aquellos ubicados en Europa, fueron invitados a participar en la Prueba de estrés público. La Prueba de estrés público se extendió hasta el 22 de febrero, durante el cual se anunció un nuevo evento de caridad, permitiendo a los jugadores crear objetos en el juego. Al igual que en el evento anterior Comida para Amigos, los objetos reales del juego fueron usados como tasa de conversión a bienes del mundo real que fueron donados a la unidad de cuidado infantil residencial Po Leung Kuk.

### Comida para Amigos
Del 3 al 6 de noviembre de 2008, Sanrio llevó a cabo Comida para Amigos, un evento de caridad en el que los gremios elaboraron comida en el juego para donación, Unicef y la orquesta de la juventud asiática. Sobre la base de la distribución de alimentos artesanales (cantidad, dificultad, etc.), Sanrio Digital hizo una donación en efectivo a esas organizaciones benéficas. Durante el evento, guilds produjo un total de 344.965 artículos que fueron donados a los maestros del juego. A su vez, se calculó un valor de 12.273 dólares, que se donarían a UNICEF y a la orquesta juvenil asiática.

## Lanzamientos Internacionales

### Indonesia
Sanrio Digital se asoció con GOGAME para publicar HKO en Indonesia. Una versión indonesia de la Beta de los fundadores comenzó el 15 de abril de 2009, que se ejecutó hasta el 29 de abril de 2009..] La fase Beta abierta de indonesia se desarrolló desde el 16 de junio de 2009 hasta el 24 de junio de 2009 .
El lanzamiento comercial de la versión indonesia fue el 1 de julio de 2009. El juego dejó de funcionar en diciembre de 2010.

### Singapur and Malasia
Gloot.net es el editor de HKO en Singapur y Malasia, con una Beta de los fundadores que se ejecutará del 22 de junio al 22 de julio de 2009. El lanzamiento comercial comenzó el 15 de octubre de 2009.

### Filipinas
El juego es publicado oficialmente en las filipinas por Level Up! Games, el lanzamiento de una Beta abierta el 25 de septiembre de 2009, y un lanzamiento comercial que ocurre el 11 de noviembre de 2009. El 8 de julio de 2010, la versión de filipinas de HKO dejó de funcionar, sólo para ser reabierto cinco meses más tarde, el 8 de diciembre del mismo año.

### Europa
Hello Kitty Online fue publicado originalmente por Burda, en Europa, con el lanzamiento comercial del juego el 25 de septiembre de 2009.. El 26 de marzo de 2010, Burdia: y SanrioDigitally anunció formalmente que SanrioDigital comenzará a autopublicar la versión europea de HKOO.  El 7 de abril de 2010, Burda: dejó de publicar HKO Europa

### Tailandia
SanrioDigital anunció a C2 Vision como editor de HKO en Tailandia el 14 de octubre de 2009. La versión tailandesa de HKO entró en fase Beta cerrada el 28 de mayo de 2010, con un lanzamiento comercial el 5 de julio de 2010. HKO Tailandia cerró definitivamente el 24 de diciembre de 2011..

### Norteamérica
Aeria Games fue elegida como editora para el lanzamiento norteamericano, con una transición de regreso a Sanrio Digital que se produjo el 1 de junio de 2010..

### Brasil
GameMaxx publicará Hello Kitty en línea en Brasil.

## Global in-game events
El 16 de enero de 2010, Sanrio Digital anunció Comida para Amigos 2, el evento del juego dirigido para recaudar donaciones para causas de caridad. La mecánica era similar a la anterior Comida para Amigos, con jugadores de Norteamérica, Singapur, Malasia y Europa invitados a participar. Durante el evento de 10 días, los jugadores de varias regiones donaron artículos en el juego que fueron convertidos a 18.038,30$, las donaciones fueron entregadas a Médicos Sin Fronteras en respuesta al terremoto en Haití..
Un nuevo evento, Chocolate Harbor Rescue, fue lanzado el 9 de septiembre de 2010. Durante el evento, los jugadores acumulan puntos que se utilizan para calcular una contribución de caridad de la siguiente manera:
- El 50% de los fondos se proporcionará al grupo Oceanía en apoyo de la recuperación del derrame de petróleo de Deepwater Horizon.
- El 50% será donado a UNICEF para brindar apoyo en la recuperación de las inundaciones de Pakistán de 2010.[49]

## Gameplay
El combate es secundario en HKO con enfoque en recopilación y recolección de recursos. Varios locales diferentes basados en, y nombrados después, ciudades como Beijing, París, Londres, Tokio y Nueva York están presentes, así como las áreas totalmente y originales..
Todos los jugadores están representados por avatares humanos personalizables. Las opciones disponibles durante la creación de personajes incluyen género, peinado, ojos, tono de piel, cara y tipo de sangre.
El combate, aunque no es el enfoque principal del juego, sigue siendo relevante. Las armas toman la forma de varios implementos de Blunt como escobas, moscas de moscas y soportes de micrófono.
Los jugadores ingresan al combate haciendo clic en un monstruo cercano, con el cual el avatar y el monstruo comenzarán a intercambiar golpes. Los monstruos no mueren en HKO, pero cuando su barra de salud está completamente agotada, se marean  y son derrotados, lo que permite a los jugadores saquearlos.

### Colección de Skills
En la mayoría de los MMORPGs, los jugadores reciben puntos de experiencia y incrementos de nivel al derrotar a los oponentes y completar misiones; Este no es el caso en HKO, donde los jugadores se nivelan principalmente a través de la recolección de recursos y la elaboración de artículos.
La recolección de recursos es un aspecto importante de HKO porque muchos artículos que se encuentran en el juego se obtienen mediante la elaboración o la compra de NPC vendedores. Los artículos hechos a mano son generalmente superiores a los artículos comprados a los vendedores de NPC. Los jugadores deben tener los ingredientes y/o recursos apropiados en su inventario si desean elaborar.
La recolección de recursos tiene cuatro subtipos de habilidades: corte de madera, recolección, plantación y minería.] Los jugadores deben elegir una habilidad primaria y una secundaria de estos cuatro subtipos. Las habilidades elegidas de un personaje pueden alcanzar niveles mucho más altos que las habilidades no elegidas. Dado que los recursos de alto nivel requieren un nivel correspondiente más alto, se anima a los jugadores a comerciar entre sí por los recursos. Para reunir recursos, los jugadores deben equipar una herramienta de recolección de recursos como un hacha y hacer clic en un nodo de recursos disponible. Las herramientas de recursos tienen requisitos de nivel en sus respectivas habilidades (por ejemplo, un pico avanzado requeriría un nivel más alto en la habilidad de minería).

### Elaboración de Artículos
La elaboración de artículos es una característica clave de Hello Kitty en línea y, al igual que la colección de recursos, se divide en cuatro subtipos de habilidades: cocina (alimentos que reponen la salud, la energía o ambos); Herramientas/armas, ropa (como las armas, la ropa necesita ser creada por los propios jugadores, pero puede ser intercambiada con otros jugadores) y muebles.

### Granja
Cada jugador recibe una granja al entrar al juego por primera vez. La granja sirve como la principal forma de ingresos en el juego. Los cultivos cultivados en la granja pueden ser vendidos, intercambiados a otros jugadores, o elaborados en diferentes artículos. Los jugadores también pueden comprar granjas más grandes y bonitas (y más caras). La agricultura exitosa requiere que los jugadores tomen en consideración variables como la fertilidad de la tierra, plagas y factores de crecimiento. Si no riegas tu granja con frecuencia, las plantas se secarán y morirán. Pero ten en cuenta que hay topos que a veces vienen a las granjas a comer tus plantas.

### Sistema de Mascotas
Cada monstruo derrotado en HKO tiene la oportunidad de dejar caer una rara tarjeta de mascota que se puede utilizar para ganar el servicio de ese monstruo, efectivamente haciendo de ese monstruo una mascota del jugador. Los jugadores pueden tener un máximo de 3 mascotas en total, y sólo una mascota se puede utilizar en cualquier momento. Las mascotas tienen una variedad de funciones: pueden actuar como mulas, proporcionando espacio de inventario adicional. Algunos animales domésticos proporcionan un aficionado a las estadísticas del jugador mientras que están en servicio; Por último, pueden ayudar en la recogida de recursos. Las mascotas aumentan sus concentraciones a partir de los alimentos: cuando las mascotas se alimentan regularmente, sus estadísticas y concentraciones aumentarán con el tiempo.

### Jugador contra Jugador
Hello Kitty Online no contiene jugador contra jugador directo, aunque los jugadores pueden optar por competir entre ellos en una serie de minijuegos disponibles.

### Minijuegos
Los minijuegos disponibles en el juego y en el área de miembros del sitio web de SanrioTown ofrecen a los jugadores la oportunidad de competir entre ellos.

### Sistema de Alojamiento
La granja de cada jugador tiene un espacio asignado en el que el dueño de la granja puede construir una casa. Con el fin de construir una casa, los jugadores requieren un certificado de tierras, que se puede comprar a un NPC o recibir como una recompensa de búsqueda.La construcción puede comenzar después de que se hayan acumulado cantidades suficientes de los recursos necesarios. Hay una variedad de casas diferentes; las más elaboradas, extravagantes, y más caras.
Una vez que una casa está terminada, los jugadores pueden equipar los interiores con diferentes aparatos, muebles y elementos interiores como fondos de pantalla y pisos.

### Socialización
HKO defiende el concepto de “red social “. Los jugadores pueden ver los blogs de otros jugadores, enviar correo electrónico y ver vídeos subidos en el juego o en el sitio web de SanrioTown.
Los jugadores también pueden unirse para formar un clan. Los compañeros de gremio pueden ayudarse mutuamente a construir para acelerar la construcción de casas. Las misiones de grupo estarán disponibles en las futuras actualizaciones del juego.

## Comunidad
El diseño de Hello Kitty Online hace hincapié en el uso del juego y del sitio web de SanrioTown como plataforma social comunitaria.Una serie de características sociales que se encuentran en SanrioTown se integraron directamente en el cliente del juego, y los jugadores de HKO son capaces de acceder al servicio de intercambio de vídeo de SanrioTown, blogs y correos electrónicos con una dirección de hellokitty.com. Los jugadores también pueden participar en las discusiones publicadas en los foros de la comunidad.
El sitio web oficial de HKO incluye una wiki,apodada Kittypedia por los usuarios del foro, que los jugadores pueden editar para incluir información actualizada sobre el juego. El wiki discute mascotas, objetos, NPCs, gremios, y otros aspectos del juego.

## Tienda de Artículos
El centro comercial de artículos se encuentra tanto en el sitio web de SanrioTown como en el juego. En la tienda de artículos los jugadores compraban artículos de primera calidad, incluyendo ropa única, mascotas, armas y diseños de casas. Las compras requerirían puntos de lealtad de Sanrio (que se obtienen mediante el uso de los servicios de SanrioTown como los blogs), y puntos de efectivo de Sanrio (que se compran con dinero real). Otro método era pagar dinero a cambio de puntos usando cartas de juego.

## Recepción
La Beta cerrada de Hello Kitty Online tuvo reacciones mixtas, aunque en su mayoría positivas, de los medios de comunicación y los jugadores. Noctalis.com lo llamó "un hermoso y dulce país de las maravillas lleno de rosas de animales parlantes con una banda sonora alegre ". Los gráficos del juego basados en sprite y perspectiva isométrica 2.5D fueron criticados como tecnología de hace 10 años, y se observó la falta de opciones de personalización para cada personaje (por ejemplo, kits de tinte o formas de cambiar el color de los artículos del hogar).
La revisión práctica de IGN de la Beta cerrada fue ampliamente favorable, concluyendo:
Después de pasar por la mayoría de todo lo que la beta tenía para ofrecer, incluyendo la fabricación de pantalones vaqueros con estilo, la compra de un jardín japonés, y conseguir un extraño T-rex como mascota, puedo decir que Hello Kitty en línea se performa para ser un MMO bastante divertido para los más jóvenes, menos hambrientos de batalla multitud. Ciertamente no es tan profundo como un MMO importante, pero proporciona un ambiente elegante con personajes coloridos y música que parece extrañamente épica para un juego sobre gatos y conejos. Aunque parece que sería un juego ideal para los más jóvenes, encontré un montón de adultos jugando, también. HKO tiene el atractivo de la franquicia detrás de él para hacer posiblemente un gran éxito de MMO casual.[56]
Con el blog SanrioTown, los jugadores pudieron compartir sus experiencias mientras jugaban el juego. Los jugadores también fueron responsables de ayudar a los novatos con su blog y tutoriales en vídeo. En general, los jugadores encontraron que otros jugadores y el personal de HKO eran agradables y serviciales, citando el ambiente de HKO como un respiro de la “aflicción” y las confrontaciones de PVP que afectan a la mayoría de los juegos en línea.
La construcción de la casa resultó difícil y los jugadores se quejaron de que tenían que pedir ayuda a sus compañeros de clan. La Beta cerrada de Hello Kitty Online fue elogiada por estar en gran parte libre de errores; La ayuda y el soporte proporcionados por los desarrolladores fueron elogiados por los jugadores como rápidos y serios, y fue considerado un logro notable por un revisor.
Un post en el Blog outblblog fechado el 15 de febrero de 2008 resumió varias reacciones en línea al anuncio de la beta cerrada, e incluyó comentarios humorísticos de influyentes Blog de juegos como Kotaku, ValleyWag, InventorSpot, Japanator, y otros.
Aunque el juego fue recibido positivamente, muchos jugadores se frustraron por la falta de atención al juego por parte de sus desarrolladores y una gran parte abandonó el juego. Un número creciente de los jugadores restantes, sin embargo, están tratando de animar a los nuevos jugadores a unirse al juego y los antiguos a volver, así como tratar de contactar a los desarrolladores.

## HKO Insider
El 1 de abril de 2008, el nuevo sitio web de estrategia y noticias del World of Warcraft WoW Insider anunció que ya no cubriría World of Warcraft, pero cambiaría a Hello Kitty en línea. La pancarta que originalmente decía “WoW Insider” fue reemplazada por una que decía “HKO Insider”, con imágenes de Hello Kitty en ambos extremos. El contenido del 1 de abril de WoW Insider consistió exclusivamente en artículos satíricos (al menos 26 de ellos) basados en Hello Kitty Online. En el artículo 28 que se publicará en el sitio web, se hizo un anuncio de que el sitio volvería a WoW Insider.

### Paquete de Aventura en la Isla
El 1 de abril de 2008, Sanrio Digital publicó un anuncio del día de los inocentes revelando el primer paquete de expansión en línea de Hello Kitty, titulado “Island Adventure”, que estaba programado para ser lanzado en 2009. La noticia fue publicada en el principal blog de SanrioTown, así como en el blog oficial de HKO El título del paquete de expansión ficticio es una referencia al episodio de South Park “Haz el amor, no el Warcraft”, en el que el personaje Butters Stotch afirma que prefiere “Hello Kitty Island Adventure” a juegos más violentos y competitivos como World of Warcraft.
Según el comunicado de Sanrio Digital:
Island Adventure será el primer paquete de expansión en la historia del juego que reducirá en lugar de ampliar un mundo de juego existente. La trama revelada por el anuncio suena sorprendentemente similar a la exitosa serie de televisión “Lost”, que involucra a los    sobrevivientes de un accidente aéreo que había estado viajando a Australia, su lucha por sobrevivir en un ambiente hostil mientras tratan con los nativos de la isla, y el peligro de que los sobrevivientes se dividan y sigan a dos líderes en lugar de permanecer juntos.
La noticia falsa fue utilizada como material para un artículo humorístico en WoW Insider.

### Premios
Hello Kitty Online fue galardonada con el premio al mejor entretenimiento digital por los premios tic de Hong Kong de 2008.

## Hackeo de 2015
En 2015, la base de datos HKO del sitio web de SanrioTown se filtró en línea, exponiendo la información privada de 3,3 millones de cuentas, incluyendo nombres y apellidos, cumpleaños, sexo, país de origen, contraseñas y direcciones de correo electrónico. Esto llevó indirectamente a la eliminación de cualquier funcionalidad de la Tienda de artículos.

## Declive en Popularidad y Cierre
Hubo muchos factores que entraron en la disminución del juego en popularidad. Algunas partes del juego estaban subdesarrolladas en las primeras etapas del juego, lo que causó que algunas personas dejaran de jugar después de terminar la historia. Un lanzamiento físico del juego fue anunciado, pero retrasado, por lo que no se vendió tan bien como podría haber. En 2010, Sanrio anunció un Tokyo city quest, pero nunca fue lanzado. En su lugar, los jugadores recibieron una nueva York despojada. La última búsqueda fue en el día de San Valentín  de 2012.
Según MMO Fallout, Sanrio dejó de apoyar el juego en marzo de 2012. Presumiblemente, esto es cuando los enlaces de descarga al juego fueron eliminados de la página web. El juego dejó de recibir actualizaciones, y fue esencialmente abandonado. Algún tiempo después, el sitio original, hellokittyonline.com, se redirigió al sitio web de SanrioTown, que bloqueó a los usuarios de hacer nuevas cuentas (aunque algunos encontraron maneras de evitarlo). Debido a que los rastros del juego comenzaron a desaparecer, muchas personas dejaron de jugar, pero los foros seguían activos con jugadores antiguos y nuevos, que se conectaban de vez en cuando, aunque el juego no estaba claramente bien cuidado, ya que Sanrio Digital estaba cambiando su enfoque a los juegos móviles en su lugar. Los servidores permanecieron activos con cantidades mínimas de jugadores hasta alrededor de 2017, cuando el juego fue desconectado permanentemente, sin el conocimiento de muchas personas fuera del fandom leal. Se desconoce la fecha exacta de cierre, pero un blog de fanes afirma que la última vez que pudieron conectarse fue en agosto de 2017.